# El Sabino, Tlaxiaco
El Sabino är en ort i Mexiko.   Den ligger i kommunen Heroica Ciudad de Tlaxiaco och delstaten Oaxaca, i den sydöstra delen av landet, 290 km sydost om huvudstaden Mexico City. El Sabino ligger 2 061 meter över havet och antalet invånare är 197.
Terrängen runt El Sabino är huvudsakligen kuperad, men den allra närmaste omgivningen är platt. El Sabino ligger nere i en dal. Runt El Sabino är det ganska tätbefolkat, med 83 invånare per kvadratkilometer. Närmaste större samhälle är Heroica Ciudad de Tlaxiaco, 0,85 km norr om El Sabino. I omgivningarna runt El Sabino växer huvudsakligen savannskog.